# Eleição do Conselho de Segurança das Nações Unidas de 2012
A Eleição do Conselho de Segurança das Nações Unidas em 2012 ocorreu em 18 de outubro de 2011 durante a 67.ª sessão da Assembleia Geral das Nações Unidas na sede da Organização, em Nova Iorque. A eleição visou determinar cinco novos membros não permanentes do Conselho de Segurança (CSNU) para mandatos de dois anos com início em 1 de janeiro de 2013. Os países eleitos foram Argentina, Austrália, Luxemburgo, Coreia do Sul e Ruanda.

## Regulamento
De acordo com o sistema rotativo do CSNU, os dez assentos não permanentes alinham-se aos diversos Grupos regionais que se dividem os Estados-membros da Organização. Nas eleições de 2012, os membros foram distribuídos na forma seguinte:
- Um da África (anteriormente ocupado pela África do Sul);
- Um da Ásia-Pacífico (anteriormente ocupado pela Índia);
- Um da América Latina (anteriormente ocupado pela Colômbia);
- Dois da Europa Ocidental e Outros (anteriormente ocupado por Portugal e Alemanha).

## Candidatos

### Europa Ocidental e Outros
- Austrália
- Finlândia
- Luxemburgo

### Ásia-Pacífico
- Butão
- Camboja
- Coreia do Sul

### América Latina e Caribe
- Argentina

### África
- Ruanda

## Resultados[3]
África e Ásia-Pacífico
| Membro             | Ronda 1 | Ronda 2 |
| ------------------ | ------- | ------- |
| Ruanda             | 148     | –       |
| Coreia do Sul      | 116     | 149     |
| Camboja            | 62      | 43      |
| Butão              | 20      | –       |
| Tanzânia           | 3       | –       |
| Abstenções         | 1       | 0       |
| Votos inválidos    | 0       | 1       |
| Maioria necessária | 128     | 128     |

América Latina e Caribe
| Membro             | Ronda 1 |
| ------------------ | ------- |
| Argentina          | 182     |
| Barbados           | 1       |
| Cuba               | 1       |
| Abstenções         | 8       |
| Votos inválidos    | 1       |
| Maioria necessária | 123     |

Europa Ocidental e Outros
| Membro             | Ronda 1 | Ronda 2 |
| ------------------ | ------- | ------- |
| Austrália          | 140     | –       |
| Luxemburgo         | 128     | 131     |
| Finlândia          | 108     | 62      |
| Abstenções         | 0       | 0       |
| Maioria necessária | 129     | 129     |